# Segnali di pericolo nella segnaletica verticale italiana
Un segnale di pericolo è un tipo di segnale stradale verticale. Ha di solito forma triangolare con uno dei vertici verso l'alto e di norma è posto a 150 m dall'inizio del pericolo che segnala. In caso sia posto ad una distanza diversa, questo è specificato in un pannello integrativo sottostante. Un segnale di questo tipo indica la natura del pericolo e di conseguenza impone un comportamento adeguato ai conducenti.
Nelle tabelle che seguono:
- le righe colorate in verde indicano segnali stradali non più previsti dal codice della strada vigente;
- le righe colorate in grigio indicano segnali stradali non previsti dal codice della strada ma utilizzati.

## Segnali di pericolo
| Immagine (in scala) | Denominazione                                       | Descrizione |
| ------------------- | --------------------------------------------------- | --- |
|                     | Strada deformata                                    | Segnala un tratto di strada o di carreggiata in cattivo stato o con pavimentazione irregolare. Occorre prevedere eventuali sbandamenti non solo del nostro veicolo ma anche di quelli provenienti dal senso opposto. Può essere integrato con un pannello integrativo indicante la lunghezza del tratto interessato (estesa): , che avrà inizio 150 m dopo il segnale. Dal 1990 sostituisce il segnale di cunetta o dosso:. Tale segnale presegnalava però un'anomalia altimetrica, quale una cunetta trasversale, un dosso o un ponte a schiena accentuata. |
|                     | Dosso                                               | Segnala un'anomalia altimetrica convessa della strada, oppure un dosso artificiale, che può limitare la visibilità. Può essere integrato con un pannello integrativo e con un segnale stradale che indica la velocità da mantenere. |
|                     | Cunetta                                             | Segnala un'anomalia altimetrica concava della strada (discesa e poi salita). |
|                     | Curva pericolosa a destra                           | Presegnala un tratto di strada non rettilinea pericoloso per la limitata visibilità o per caratteristiche del tracciato (curva stretta a destra). Dal 1990 sostituisce il segnale:. |
|                     | Curva pericolosa a sinistra                         | Presegnala un tratto di strada non rettilineo pericoloso per la limitata visibilità o per caratteristiche del tracciato (curva stretta a sinistra). Dal 1990 sostituisce il segnale:. |
|                     | Doppia curva pericolosa, la prima a destra          | Presegnala una sequenza di curva e controcurva o una serie di curve pericolose in successione. Il segnale può essere integrato con un pannello indicante il numero dei tornanti o l'indicazione della lunghezza (compresa tra due frecce con la punta rivolta in su) del tratto interessato. Dal 1990 sostituisce il segnale:. |
|                     | Doppia curva pericolosa, la prima a sinistra        | Presegnala una sequenza di curva e controcurva o una serie di curve pericolose in successione. Il segnale può essere integrato con un pannello indicante il numero dei tornanti o l'indicazione della lunghezza (compresa tra due frecce in su) del tratto interessato. Dal 1990 sostituisce il segnale:. |
|                     | Svolta pericolosa                                   | Presegnala una svolta pericolosa. Dal 1959 non è più previsto dal codice della strada. |
|                     | Passaggio a livello con barriere o con semibarriere | Segnala un passaggio a livello con barriere ed è integrato con il pannello distanziometrico a tre barre rosse. Precede una luce rossa fissa o due luci rosse lampeggianti ed è in genere accompagnato da un segnale acustico che avverte della chiusura delle barriere. È necessario moderare la velocità per essere pronti a fermarsi se le barriere sono chiuse o si stanno chiudendo. Ci si deve assolutamente fermare se sono in funzione le luci rosse o il segnale acustico. Dal 1990 sostituisce il segnale:.                                         |
|                     | Passaggio a livello senza barriere                  | Segnala un passaggio a livello senza barriere ed è integrato con il pannello distanziometrico a tre barre rosse. Impone comportamenti analoghi al segnale di passaggio a livello con barriere. Dal 1990 sostituisce il segnale:. |
|                     | Croce di Sant'Andrea                                | Segnala un passaggio a livello senza barriere con un solo binario, ed invita quindi i conducenti alla massima prudenza, invitandoli a fermarsi immediatamente se fossero attive le due luci rosse lampeggianti e/o il segnale acustico che indicano l'avvicinarsi di un treno. Dal 1990 sostituisce il segnale: . |
|                     | Doppia croce di Sant'Andrea                         | Segnala un passaggio a livello senza barriere con più binari. Impone gli stessi comportamenti della croce di Sant'Andrea singola. Il segnale può anche essere installato in verticale per ragioni di spazio. Dal 1990 sostituisce il segnale: . |
|                     | Attraversamento tranviario                          | Presegnala fuori e dentro i centri abitati una linea tranviaria non regolata da semafori che incrocia, interseca o riduce la carreggiata stradale. |
|                     | Attraversamento pedonale                            | Segnala un attraversamento pedonale contraddistinto da appositi segni sulla carreggiata. È posto su strade extraurbane e su strade urbane con limite di velocità superiore a 50 km/h. Dal 1990 sostituisce il segnale:. |
|                     | Attraversamento ciclabile                           | Presegnala un attraversamento per ciclisti contraddistinto da appositi segni sulla carreggiata. È posto su strade extraurbane e su strade urbane con limite di velocità superiore a 50 km/h. |
|                     | Discesa pericolosa                                  | Presegnala un tratto di strada in discesa secondo il senso di marcia, particolarmente pericoloso in conseguenza di fattori locali sfavorevoli. La pendenza è espressa in percentuale. Dal 1990 sostituisce il segnale:. |
|                     | Salita ripida                                       | Presegnala un tratto di strada in salita secondo il senso di marcia da percorrere con prudenza. La pendenza è espressa in percentuale. |
|                     | Strettoia simmetrica                                | Segnala un restringimento pericoloso della carreggiata o della strada su entrambi i lati. Dal 1990 sostituisce il segnale:. |
|                     | Strettoia asimmetrica a sinistra                    | Segnala un restringimento pericoloso della carreggiata o della strada posto sul lato sinistro. |
|                     | Strettoia asimmetrica a destra                      | Segnala un restringimento pericoloso della carreggiata o della strada posto sul lato destro. |
|                     | Ponte mobile                                        | Presegnala una struttura stradale mobile o comunque manovrabile. Può essere integrato con gli orari di manovra o con un pannello integrativo a tre barre rosse. Dal 1990 sostituisce il segnale:. |
|                     | Banchina cedevole                                   | Presegnala un tratto di strada con banchina pericolosa o cedevole, con pericolo di caduta nella cunetta laterale. Corredato di un pannello integrativo che indica la lunghezza del tratto interessato. |
|                     | Strada sdrucciolevole                               | Presegnala un tratto di strada che in particolari condizioni climatiche o ambientali può diventare sdrucciolevole. I pannelli integrativi illustrano i motivi di eventuale pericolo: strada sdrucciolevole per ghiaccio: strada sdrucciolevole per pioggia: Dal 1990 sostituisce il segnale:. |
|                     | Bambini                                             | Segnala luoghi frequentati da bambini, come le scuole, i giardini pubblici, i campi di gioco e simili. Dal 1990 sostituisce il segnale:. |
|                     | Animali domestici vaganti                           | Presegnala un tratto di strada con probabile presenza o attraversamento di animali domestici spesso sotto la sorveglianza di un custode. Dal 1990 sostituisce il segnale:. |
|                     | Animali selvatici vaganti                           | Presegnala un tratto di strada con probabile improvvisa presenza o attraversamento di animali selvatici. Dal 1990 sostituisce il segnale:. |
|                     | Doppio senso di circolazione                        | Segnala un tratto di strada che da senso unico diventa a doppio senso di circolazione. Dal 1990 sostituisce il segnale:. |
|                     | Circolazione rotatoria                              | Segnala sulle strade urbane di scorrimento e extraurbane, un'intersezione regolata da circolazione rotatoria. |
|                     | Sbocco su molo o argine                             | Presegnala il pericolo di caduta in acqua, a causa dello sbocco della strada su un molo, su una banchina portuale o sull'argine di un fiume o di un canale. Può essere integrato con luci rosse lampeggianti alternativamente. |
|                     | Materiale instabile sulla strada                    | Presegnala la presenza di pietrisco, di materiale minuto o granaglia che può essere proiettato a distanza o scagliato in aria dai veicoli in transito. |
|                     | Caduta massi da sinistra                            | Presegnala il pericolo di caduta massi dalla parete rocciosa di sinistra con possibile presenza di pietre sulla carreggiata. |
|                     | Caduta massi da destra                              | Presegnala il pericolo di caduta massi dalla parete rocciosa di destra con possibile presenza di pietre sulla carreggiata. |
|                     | Semaforo con dischi in verticale                    | Presegnala un impianto semaforico posto su strade sia urbane di scorrimento che extraurbane con le luci disposte in verticale. Dal 1990 sostituisce il segnale: . |
|                     | Semaforo con dischi in orizzontale                  | Presegnala un impianto semaforico posto su strade sia urbane di scorrimento che extraurbane con le luci disposte in orizzontale. |
|                     | Aeromobili                                          | Presegnala la possibilità di improvvisi forti rumori o abbagliamenti dovuti ad aeroplani a bassa quota. Comprensibilmente posto nelle vicinanze di piste o aeroporti. |
|                     | Forte vento laterale                                | Presegnala la possibilità di forti raffiche di vento laterale su viadotti esposti, ponti o all'uscita di gallerie. |
|                     | Pericolo di incendio                                | Richiama l'attenzione sull'infiammabilità di zone boschive ad alto rischio di incendio fiancheggianti lungo la strada. Deve essere integrato da un pannello recante l'indicazione della lunghezza del tratto interessato. Dal 1990 sostituisce il segnale: . |
|                     | Altri pericoli                                      | Segnala un pericolo diverso da quelli per cui sono previsti specifici segnali. È obbligatorio un pannello integrativo recante un simbolo o un'iscrizione che precisi la natura del pericolo, ad esempio: attraversamento binari di raccordo: zona soggetta ad allagamento: pericolo di code: autocarri in rallentamento: Dal 1990 sostituisce il segnale:. In situazioni di emergenza, nell'immediatezza può essere utilizzato da solo, cioè senza pannelli integrativi. In tutti i casi occorre moderare la velocità perché si approssima un pericolo.      |

## Segnaletica temporanea
I segnali di pericolo di carattere temporaneo differiscono da quelli a carattere definitivo per il colore di fondo: giallo anziché bianco. Sono regolati dal codice della strada e dal "Disciplinare tecnico relativo agli schemi segnaletici, differenziati per categoria di strada, da adottare per il segnalamento temporaneo" (decreto del ministero delle infrastrutture e dei trasporti del 10 luglio del 2002, GU n. 226 del 26 settembre del 2002) previsto dall'art. 21 del codice della strada.
| Immagine (in scala)                                               | Denominazione                    | Descrizione |
| ----------------------------------------------------------------- | -------------------------------- | --- |
|                                                                   | Lavori in corso                  | Presegnala cantieri di lavori in corso, depositi temporanei di materiale, presenza di macchinari adibiti ai lavori stradali. Può essere corredato di cartello che indica la lunghezza del cantiere. Di notte integrato di lanterna a luce fissa. Dal 1996 sostituisce il segnale:. |
|                                                                   | Strettoia simmetrica             | Segnala un restringimento pericoloso della carreggiata su entrambi i lati a causa di un cantiere stradale. |
|                                                                   | Strettoia asimmetrica a sinistra | Segnala un restringimento pericoloso della carreggiata posto sul lato sinistro a causa di un cantiere stradale. |
|                                                                   | Strettoia asimmetrica a destra   | Segnala un restringimento pericoloso della carreggiata posto sul lato destro a causa di un cantiere stradale. |
|                                                                   | Doppio senso di circolazione     | Segnala un tratto di strada con doppio senso di circolazione sulla stessa carreggiata, quando il tratto precedente era a senso unico a causa di un cantiere stradale. |
| Segnale generico, la numerazione dipende dal pannello integrativo | Altri pericoli                   | Segnala un pericolo diverso da quelli indicati negli altri segnali di pericolo a causa di un cantiere stradale. È obbligatorio un pannello integrativo recante un simbolo o un'iscrizione che precisi la natura del pericolo, ad esempio: incidente (fig. II 6/b, Art. 83): segnaletica in rifacimento (fig. II 6/a ,Art. 83): mezzi di lavoro in azione (fig. II 6/g, Art.83): sgombraneve in azione (fig. II 6/d, Art. 83): corsie a larghezza ridotta (fig. II 391/c, Art. 31): uscita obbligatoria (fig. II 391/b, Art. 31): |
|                                                                   | Strada dissestata                | Su fondo giallo presegnala un tratto di strada in cattivo stato o con pavimentazione irregolare in presenza di un cantiere stradale. |
|                                                                   | Materiale instabile su strada    | Presegnala la presenza di pietrisco, di materiale minuto o granaglia di un cantiere stradale che può essere proiettato a distanza o scagliato in aria dai veicoli in transito. |
|                                                                   | Semaforo con luci in verticale   | Presegnala un impianto semaforico posto su strade sia urbane che extraurbane con luci disposte in verticale a causa di un cantiere stradale. |

## Pannelli distanziometrici
Sono pannelli che integrano obbligatoriamente i segnali di passaggio a livello di qualsiasi tipo (con barriere, semibarriere e senza barriere) e, facoltativamente, il segnale di ponte mobile. Indicano la distanza dal pericolo e sono:
- : a tre strisce rosse, posto sotto al segnale indicante un passaggio a livello con o senza barriere o un ponte mobile e relativa distanza (da codice 150 m, salvo diversa indicazione); Fig. II 11/a, Art. 87.
- : a due strisce rosse, posto a 2/3 della distanza (da codice 100 m, salvo diversa indicazione); Fig. II 11/b, Art. 87.
- : a una striscia rossa, posto ad 1/3 della distanza (da codice 50 m, salvo diversa indicazione); Fig. II 11/c, Art. 87.